# ماتینگهوفن
ماتینگهوفن (به آلمانی: Mattighofen) یک شهر در اتریش است که در برونو آم این واقع شده‌است. ماتینگهوفن ۵٫۱۵ کیلومتر مربع مساحت دارد ۴۵۴ متر بالاتر از سطح دریا واقع شده‌است.